# سیارک ۶۰۸۳
سیارک ۶۰۸۳ (به انگلیسی: 6083 Janeirabloom، نامگذاری:1984SQ2) شش هزار و هشتاد و سومین سیارک کشف شده‌است که در ۲۵ سپتامبر ۱۹۸۴ کشف شد.
قدر مطلق سیارک برابر ۱۴٫۴۰ است.